# Lars Olsson i Vallsta
Lars Olsson (i riksdagen kallad Olsson i Vallsta), född 24 januari 1869 i Arbrå, död där 10 februari 1945, var en svensk lantbrukare och politiker (liberal).
Lars Olsson, som kom från en bondesläkt i byn Hof, var lantbrukare i Vallsta i Arbrå, där han också var kommunalstämmans ordförande 1910–1919, kommunalfullmäktiges ordförande 1919–1933 och kommunalnämndens ordförande 1904–1907 samt från 1927.
Han var riksdagsledamot i två omgångar: 1912–1918 i första kammaren för Gävleborgs läns valkrets, och därefter 1921–1928 i andra kammaren (1921 för Hälsinglands norra valkrets, 1922–1928 för Gävleborgs läns valkrets). I riksdagen tillhörde han Frisinnade landsföreningens riksdagsgrupp Liberala samlingspartiet fram till partisplittringen 1923; därefter betecknade han sig 1924–1925 som frisinnad vilde och 1926–1928 som vilde. I riksdagen motionerade han om jordbruksfrågor som minimipris på korn och odlingsstöd. 
Lars Olsson var bland annat ledamot i andra kammarens femte tillfälliga utskott 1925–1928. Vid Naturbruksgymnasiet Nytorp i Arbrå finns en porträttbyst över honom, gjord av Gösta Almgren.